# Eppishofen
Eppishofen ist ein Kirchdorf und Ortsteil der Gemeinde Altenmünster im schwäbischen Landkreis Augsburg in Bayern (Deutschland).
Die Kreisstraße A 21 führt von Altenmünster über Eppishofen nach Reutern, wo sie in die Kreisstraße A 12 mündet.

## Geschichte
Von 1862 bis 1929 gehörte die selbstständige Gemeinde Eppishofen zum Bezirksamt Zusmarshausen und ab 1929 zum Bezirksamt Wertingen, das ab 1939 dann als Landkreis Wertingen bezeichnet wurde. Im Zuge der Gebietsreform in Bayern wurde Eppishofen am 1. Juli 1972 dem Landkreis Augsburg (zunächst mit der Bezeichnung Landkreis Augsburg-West) zugeschlagen. Am 1. Mai 1978 erfolgte die Eingemeindung in die Gemeinde Altenmünster.
Eppishofen gehört zur katholischen Pfarrei Sankt Vitus in Altenmünster.

## Sehenswürdigkeiten

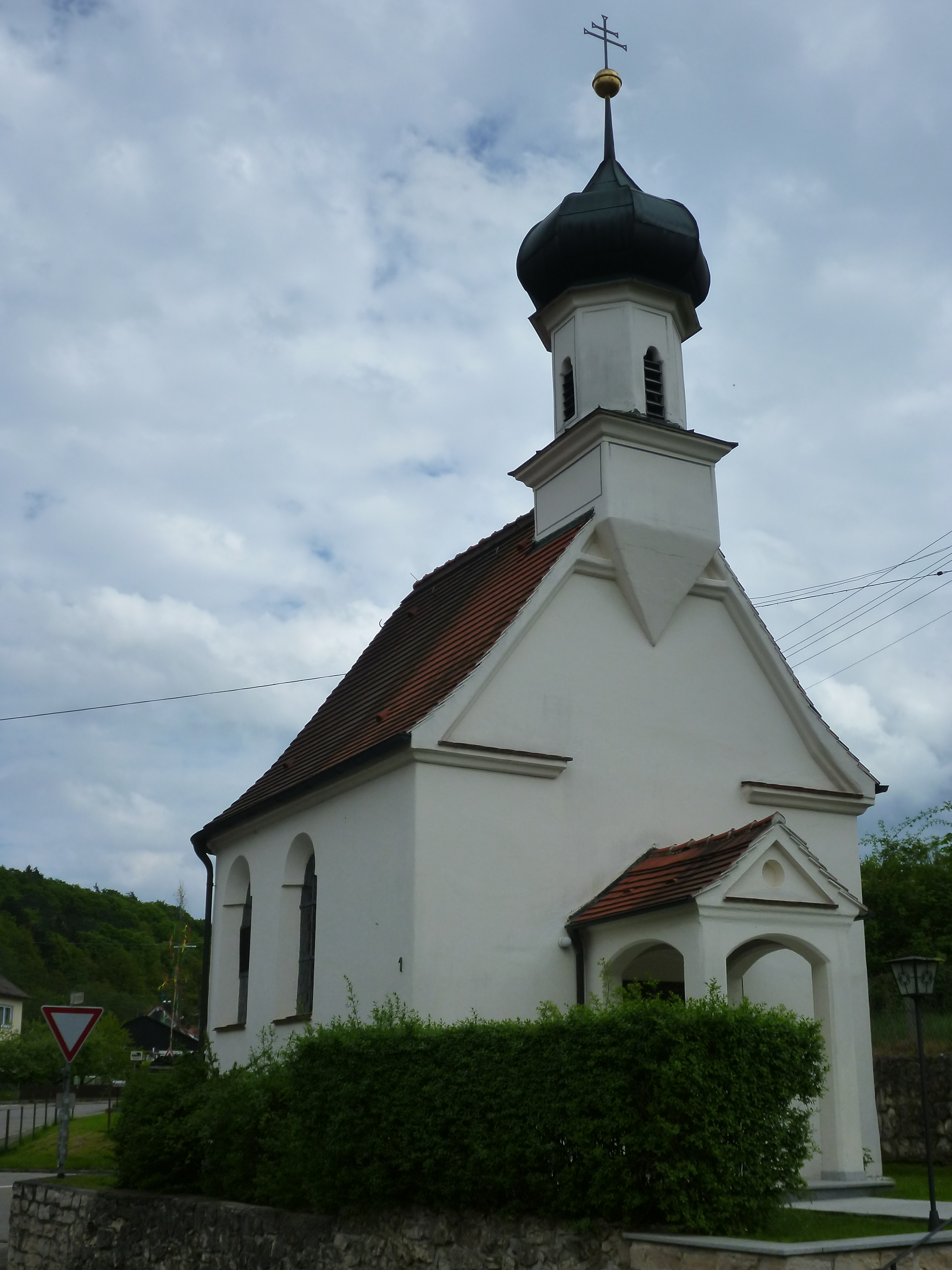
Kapelle in Eppishofen

- Kapelle St. Johannes der Täufer, erbaut 1760

## Persönlichkeiten
- Marie Bautz, geb. Bachmann (* 1879 in Eppishofen; † 1929 in Hamburg), SPD-Politikerin und Abgeordnete der Hamburgischen Bürgerschaft